# Kolomna

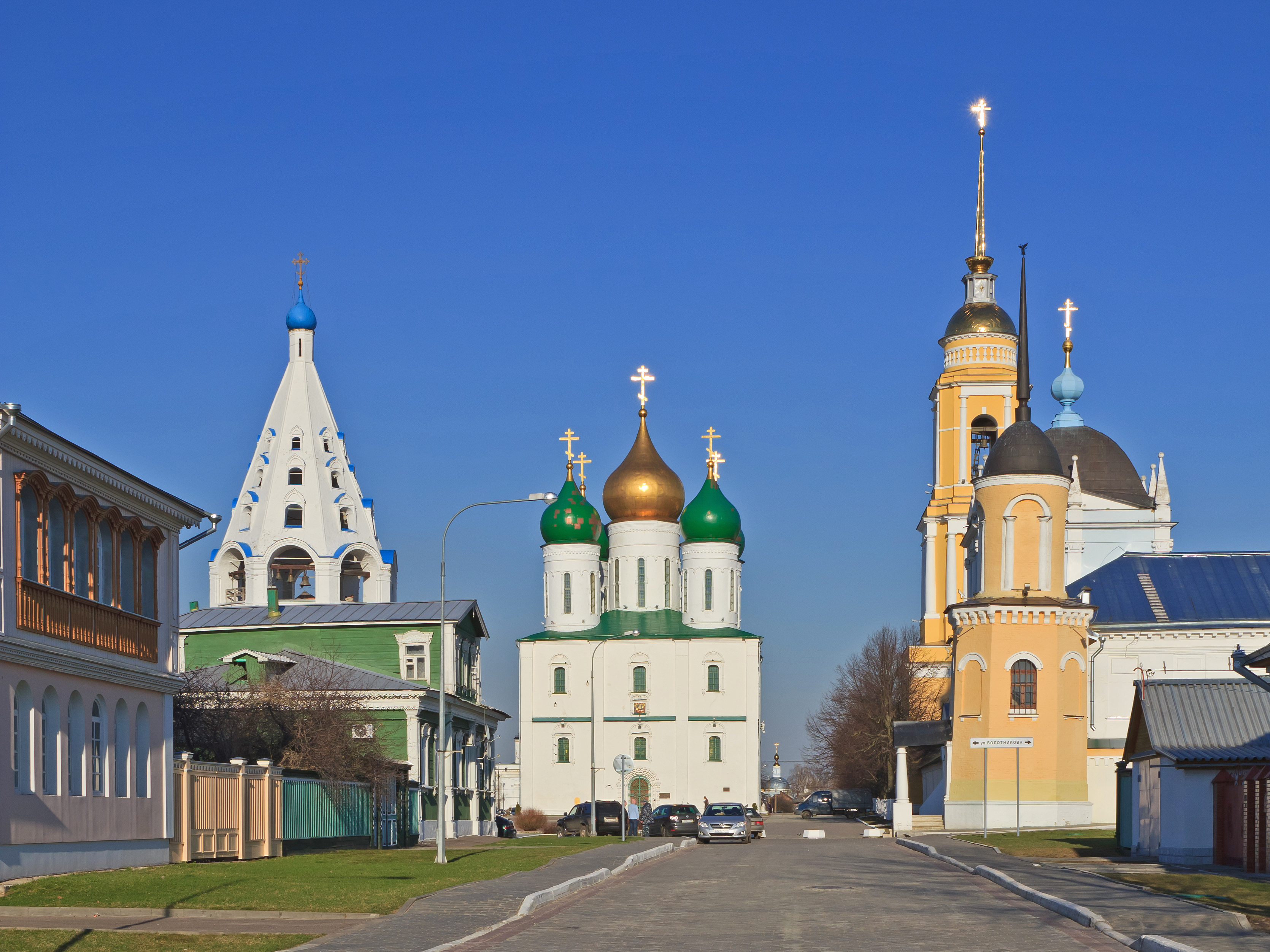
Gata i centrala Kolomna.

Kolomna (ryska Коломна) är en stad i Moskva oblast, Ryssland. Folkmängden uppgick till 144 253 invånare i början av 2015. Staden grundades 1177. Staden har ett spårvägsystem på totalt tio linjer och genom staden går en järnvägslinje som heter Ryazan, som börjar från Moskva, 116 km därifrån.
Kolomna har ett kreml från 1572 och en katedral från 1672, och var i början av 1900-talet känd för sina lokomotivfabriker och sin textilindustri.